# Marie N
Marie N (* 23. června 1973 Riga jako Marija Naumova) je lotyšská zpěvačka ruské národnosti. Věnuje se pop music, jazzu a šansonu, zpívá v ruštině, lotyštině, angličtině a francouzštině.
Pochází z herecké rodiny, od šesti let účinkovala v dětském sboru. V počátcích kariéry spolupracovala s hudebním skladatelem Raimondsem Paulsem, zpívala na koncertu ke stému narození George Gershwina. Vyhrála Eurovision Song Contest 2002 v Tallinnu s písní „I Wanna“, kterou sama složila ve stylu salsy. Vystupovala také v úspěšných muzikálech Za zvuků hudby a Bídníci.
Vystudovala práva na Latvijas Universitāte, od roku 2005 působí jako první lotyšská vyslankyně dobré vůle UNICEF.

## Diskografie
- 1998: До светлых слёз
- 2000: Ieskaties acīs
- 2001: Ma Voix, Ma Voie
- 2002: On A Journey
- 2002: Noslēpumi
- 2004: Nesauciet sev līdzi
- 2005: Another Dream
- 2010: Lullabies
- 2016: Uz ilūziju tilta